# Trường đại học Kinh Tế và Dịch Vụ thành phố Vladivostok
Vladivostok Đại học kinh Tế và dịch vụ (VSUES) là một trường Đại học nằm ở Vladivostok. Tên đầy đủ — bang cơ sở giáo dục "trường Đại học kinh Tế và dịch vụ tp. Vladivostok". Phổ biến rộng rãi viết tắt là VSUES. Có 3 chi nhánh ở khu vực Vùng Viễn Đông.
Trường đại học Kinh Tế và Dịch Vụ được biết đến như trường chuyên về dịch vụ và kinh tế tại vùng Viễn Đông. Hàng năm trường luôn đổi mới môi trường học tập để có thể đáp ứng đúng với yêu cầu kinh tế của vùng. Năm nay trường quyết định thay đổi với thông điệp "Khởi động mới VSUES". Khởi động mới là hệ thống khóa đào tạo 3 năm (trong quá trình học tập không cần thi) và 1 năm thực tập tại những doanh nghiệp tốt nhất của vùng Primorsky,các chương trình đào tạo cử nhân với sự hợp tác cùng các trường đại học nước ngoài,các trường cao học về kinh tế và các lĩnh vực khác tại Moscow. Khi theo học tại trường các sinh viên sẽ có cơ hội nhận 2 bằng tốt nghiệp song song – 1 tại trường và 1 tại trường đại học nước ngoài khác. Các chuyên gia phòng quan hệ quốc tế sẽ tiếp nhận danh sách những sinh viên có nguyện vọng học tại nước ngoài, lựa chọn chương trình phù hợp với chuyên ngành của họ.
Tại đây những sinh viên có năng khiếu và nhiệt tình trong cac hoạt động sẽ được sinh hoạt tại Trung Tâm thanh thiếu niên VSUES nhằm phát triển sở thích và tài năng của các bạn sinh viên.
Trong năm 2015, quyết định của các Học tập Hội đồng giám hiệu của VSUES được bầu làm bác sĩ của Khoa học kinh tế T.V. Terentyeva, người đã trở thành nữ hiệu trưởng đầu tiên ở viễn Đông.
Tại trường Đại học được đào tạo hơn 17 ngàn công dân của nước Nga và nước ngoài.

## Những thành tựu đạt được
- Đứng thứ 63 trong số 550 trường đại học của cả nước theo đánh giá của Bộ Giáo dục và Khoa học Liên bang Nga;
- Trở thành trường đại học duy nhất tại vùng Viễn Đông giành quyền chuẩn bị cho các tình nguyện viên Thế vận hội Olympic mùa đông thứ XXII và Paralympic mùa đông thứ XI ở Sochi;
- Chiến thằng trong cuộc thi của Bộ Giáo dục và Khoa học Liên bang Nga trong sự hỗ trợ chiến lược phát triển của các trường đại học;
- Đứng thứ nhất trong danh sách các trường đại học dịch vụ theo đánh giá của Bộ Giáo dục và Khoa học Liên bang Nga;
- Đứng thứ 63 trong danh sách 334 trường đại học theo chỉ tiêu đánh giá của Bộ Giáo dục và Khoa học Liên bang Nga về thành tích đạt hiệu quả cao trong các hoạt động của trường
- Đứng thứ 3 danh sách những trang web điện tử phát triển nhất trong số các cơ sở đào tạo giáo dục của đất nước VSUES được lọt vào danh sách 1000 các trường đào tạo kinh tế tôt nhất của cả thế giới đượng Quỹ EDUniversal bình chọn.
- Hiệp hội quốc tế CEEMAN(Hiệp hội phát triển quản lý tại Trung Âu và Đông Âu)đã công nhận trường VSUES là trường đại học chiến thắng tuyệt đối với "thành tích xuất sắc trong công tác quản lý tổ chức".

## Hợp tác quốc tế

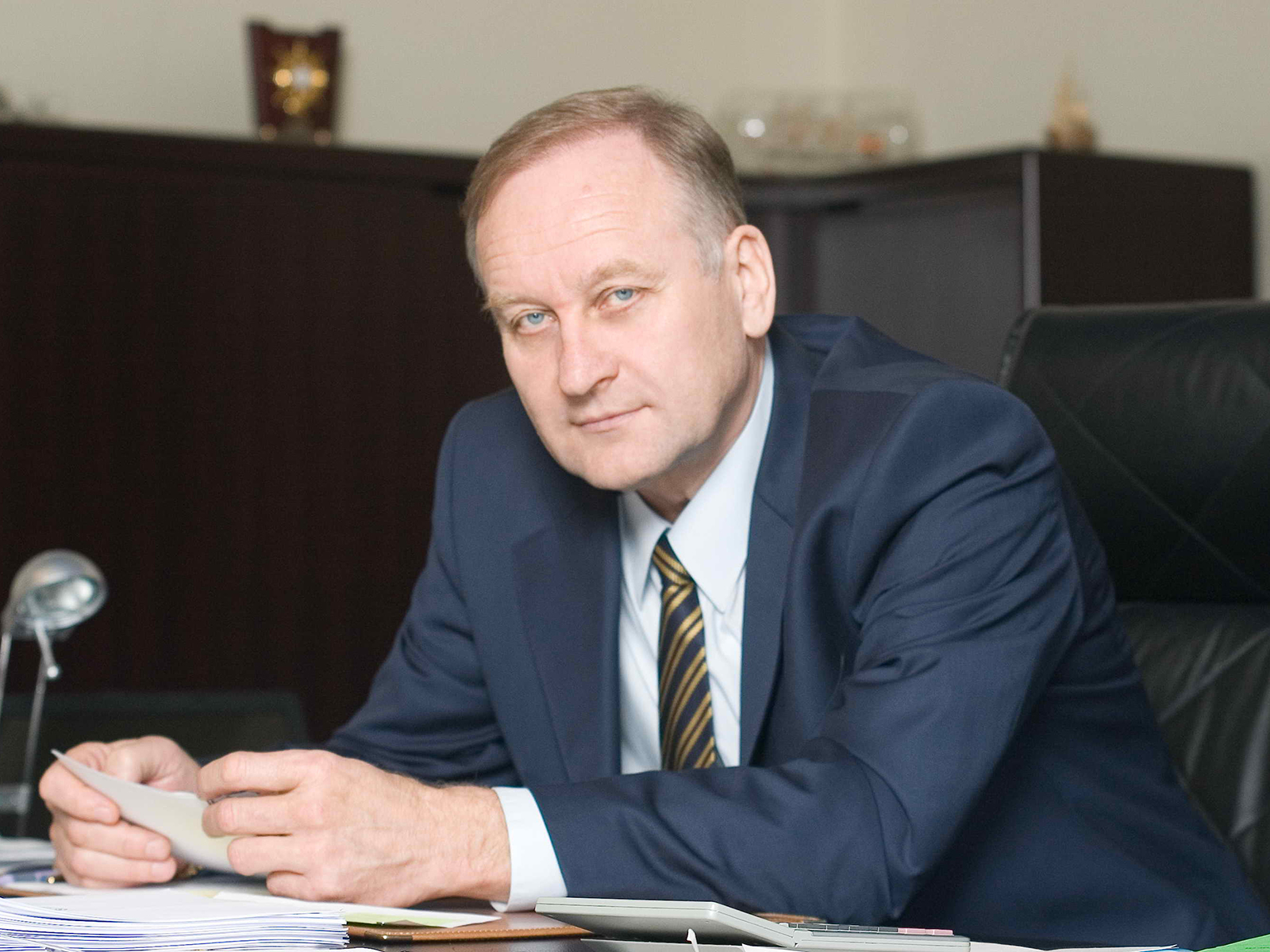
Gennady Lazarev, hiệu Trưởng của VSUES vào năm 1988 đến năm 2015.

VSUES tích cực tham gia các dự án quốc tế và hợp tác với nhiều trường đại học và các tổ chức nước ngoài. Các đối tác nước ngoài của VSUES là những trường đại học đứng đầu các nước như Mĩ, Nhật, Trung Quốc, New Zealand, Hà Lan, Tây Ban Nha, Ý.Tại VSUES thường xuyên tổ chức các sự kiện quốc tế, như: các cuộc họp với các đoàn khách nước ngoài, hội thảo, diễn đàn, hội nghị, các bài giảng của các giáo sư nước ngoài, các chương trình thuyết trình và dự án. Và kết quả của những sự gặp gỡ đó là thoản thuận được ký kết với các trường đại học Trung Quốc, Hàn Quốc, Hoa Kỳ, nước Áo, New Zealand, Bulgaria.
Cùng sự hợp tác với các trường đại học Hoa Kỳ, New Zealand, Trung Quốc trường VSUES đào tạo chương trình cho bằng cử nhân theo dạng 2 bằng tốt nghiệp. 

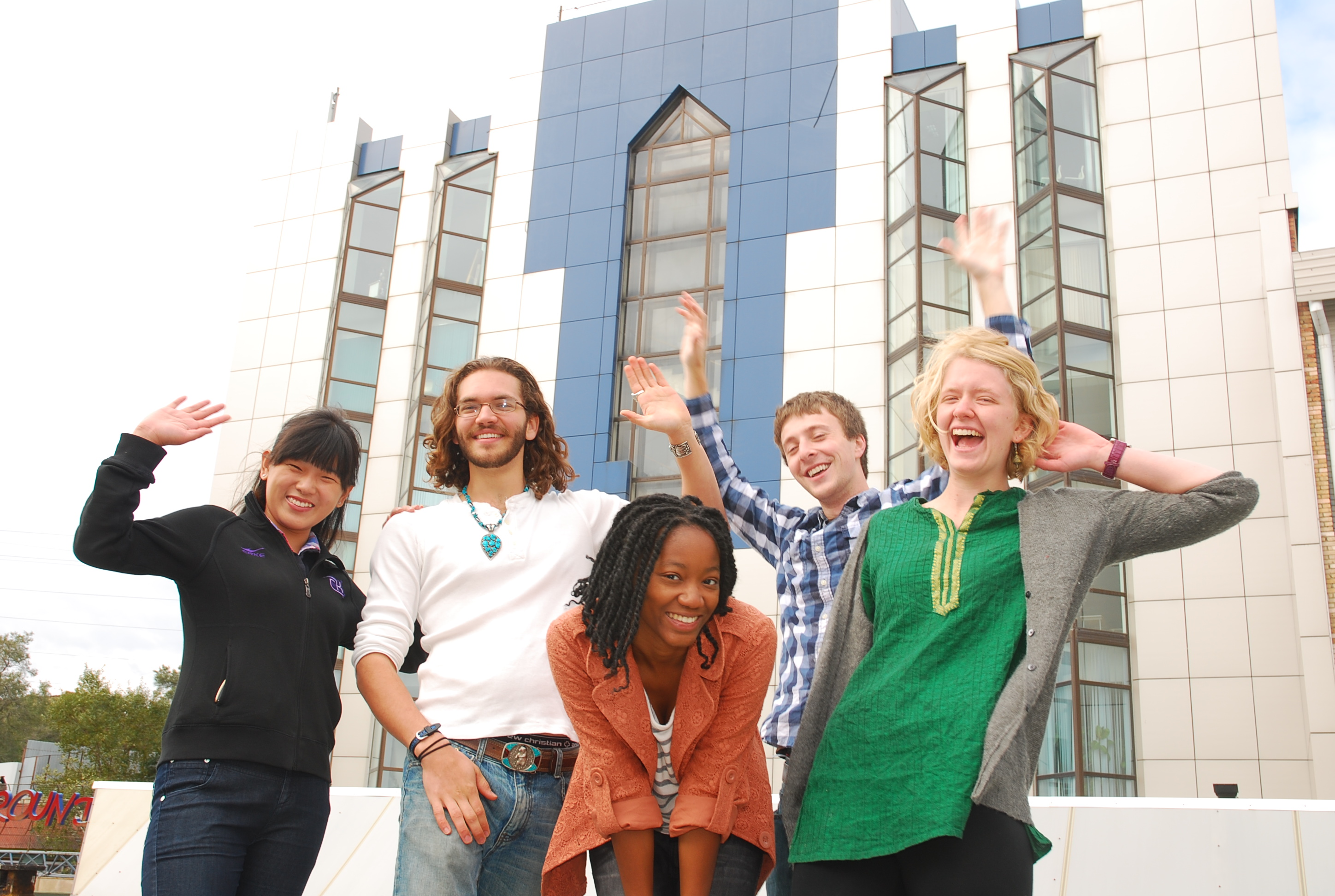
VSUES greeting

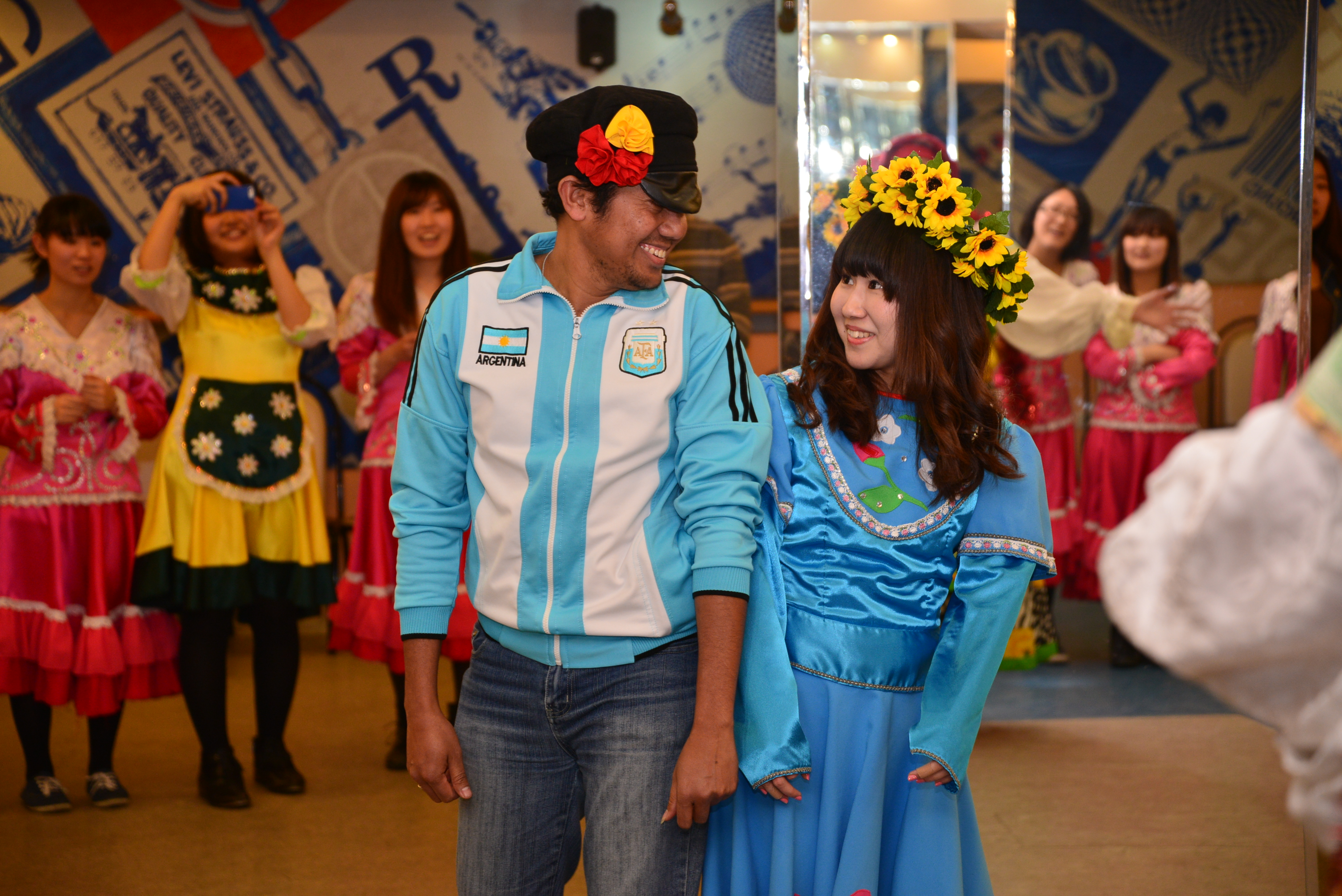
Летняя школа

## Nghề nghiệp
VSUES – nhiều hơn 1 trường đại học tổng hợp, nơi mà tất cả sinh viên có thể nhận được những kiến thức mà họ đã chọn cho công việc trong tương lai. VSUES – là hệ thống chuẩn bị cho các học viên có thể sẵn sàng và có khả năng làm việc, kinh doanh và xây dựng tương lai của mình ngay trước cả khi họ bước ra khỏi cánh cửa đại học.

### Chuyên ngành đào tạo

#### Cao đẳng trung cấp
| Lĩnh vực đào tạo                                      | Chương trình giáo dục                                    | Bộ phận                                          | Thời gian đào tạo | Giáo dục cơ bản           |
| Mỹ thuật và nghệ thuật ứng dụng                       | Thiết kế (theo ngành)                                    | Cao đẳng                                         | 3 năm 10 tháng    | Giáo dục phổ thông cơ bản |
| Mỹ thuật và nghệ thuật ứng dụng                       | Thiết kế (theo ngành)                                    | Cao đẳng dịch vụ và thiết kế                     | 3 năm 10 tháng    | Giáo dục phổ thông cơ bản |
| Mỹ thuật và nghệ thuật ứng dụng                       | Kỹ thuật và nghệ thuật chụp ảnh                          | Cao đẳng nghệ thuật và kỹ thuật học              | 1 năm 10 tháng    | Giáo dục trung học        |
| Mỹ thuật và nghệ thuật ứng dụng                       | Kỹ thuật và nghệ thuật chụp ảnh                          | Cao đẳng nghệ thuật và kỹ thuật học              | 2 năm 10 tháng    | Giáo dục phổ thông cơ bản |
| Mỹ thuật và nghệ thuật ứng dụng                       | Nhiếp ảnh viên                                           | Cao đẳng nghệ thuật và kỹ thuật học              | 10 tháng          | Giáo dục trung học        |
| Tin học và kỹ thuật máy tính                          | Hệ thống thông tin (theo ngành)                          | Cao đẳng dịch vụ và thiết kế                     | 3 năm 10 tháng    | Giáo dục phổ thông cơ bản |
| Tin học và kỹ thuật máy tính                          | Mạng lưới máy tính                                       | Cao đẳng dịch vụ và thiết kế                     | 3 năm 10 tháng    | Giáo dục phổ thông cơ bản |
| Tin học và kỹ thuật máy tính                          | Hệ thống máy tính và tổ hợp                              | Cao đẳng dịch vụ và thiết kế                     | 3 năm 10 tháng    | Giáo dục phổ thông cơ bản |
| Địa chất ứng dụng, khai thác mỏ, dầu khí và trắc địa  | Đất đai và tài sản                                       | Cao đẳng dịch vụ và thiết kế                     | 2 năm 10 tháng    | Giáo dục phổ thông cơ bản |
| Dịch vụ và du lịch                                    | Dịch vụ khách sạn                                        | Cao đẳng                                         | 1 năm 10 tháng    | Giáo dục trung học        |
| Dịch vụ và du lịch                                    | Dịch vụ khách sạn                                        | Cao đẳng dịch vụ và thiết kế                     | 2 năm 10 tháng    | Giáo dục phổ thông cơ bản |
| Dịch vụ và du lịch                                    | Thợ cắt tóc                                              | Cao đẳng nghệ thuật và kỹ thuật học              | 10 tháng          | Giáo dục trung học        |
| Dịch vụ và du lịch                                    | Nghệ thuật cắt tóc                                       | Cao đẳng nghệ thuật và kỹ thuật học              | 1 năm 10 tháng    | Giáo dục trung học        |
| Dịch vụ và du lịch                                    | Nghệ thuật cắt tóc                                       | Cao đẳng nghệ thuật và kỹ thuật học              | 2 năm 10 tháng    | Giáo dục phổ thông cơ bản |
| Dịch vụ và du lịch                                    | Dịch vụ nhà và sở công chính                             | Cao đẳng                                         | 2 năm 10 tháng    | Giáo dục phổ thông cơ bản |
| Dịch vụ và du lịch                                    | Du lịch                                                  | Cao đẳng                                         | 1 năm 10 tháng    | Giáo dục trung học        |
| Dịch vụ và du lịch                                    | Du lịch                                                  | Cao đẳng                                         | 2 năm 10 tháng    | Giáo dục trung học        |
| Dịch vụ và du lịch                                    | Du lịch                                                  | Cao đẳng dịch vụ và thiết kế                     | 2 năm 10 tháng    | Giáo dục phổ thông cơ bản |
| Trang thiết bị và công nghệ Giao thông vận tải        | Tổ chức vận chuyển và quản lý giao thông vận tải         | Cao đẳng                                         | 3 năm 10 tháng    | Giáo dục phổ thông cơ bản |
| Trang thiết bị và công nghệ Giao thông vận tải        | Tổ chức vận chuyển và quản lý giao thông vận tải         | Cao đẳng dịch vụ và thiết kế                     | 3 năm 10 tháng    | Giáo dục phổ thông cơ bản |
| Trang thiết bị và công nghệ Giao thông vận tải        | Bảo dưỡng và sửa chữa xe động cơ                         | Cao đẳng nghệ thuật và kỹ thuật học              | 3 năm 10 tháng    | Giáo dục phổ thông cơ bản |
| Công nghệ công nghiệp nhẹ                             | Thiết kế, xây dựng mô hình và công nghệ sản phẩm may mặc | Cao đẳng nghệ thuật và kỹ thuật học              | 2 năm 10 tháng    | Giáo dục trung học        |
| Thể dục thể thao                                      | Thể dục                                                  | Cao đẳng dịch vụ và thiết kế                     | 3 năm 10 tháng    | Giáo dục phổ thông cơ bản |
| Thể dục thể thao                                      | Thể dục                                                  | Học viện thể thao cho trẻ em và thanh thiếu niên | 3 năm 10 tháng    | Giáo dục phổ thông cơ bản |
| Kinh tế và quản lý                                    | Quản lý ngân hàng                                        | Cao đẳng                                         | 2 năm 10 tháng    | Giáo dục phổ thông cơ bản |
| Kinh tế và quản lý                                    | Thương nghiệp (theo ngành)                               | Kinh tế và Kế toán                               | 2 năm 10 tháng    | Giáo dục phổ thông cơ bản |
| Kinh tế và quản lý                                    | Giám định và đánh giá chất lượng hàng hoá tiêu dùng      | Cao đẳng dịch vụ và thiết kế                     | 1 năm 10 tháng    | Giáo dục trung học        |
| Kinh tế và quản lý                                    | Kinh tế và Kế toán (theo ngành)                          | Cao đẳng                                         | 2 năm 10 tháng    | Giáo dục phổ thông cơ bản |
| Kinh tế và quản lý                                    | Kinh tế và Kế toán (theo ngành)                          | Cao đẳng dịch vụ và thiết kế                     | 1 năm 10 tháng    | Giáo dục phổ thông cơ bản |
| Thiết bị điện tử, hệ thống phát thanh và truyền thông | Bảo dưỡng và sửa chữa các thiết bị điện tử               | Cao đẳng nghệ thuật và kỹ thuật học              | 3 năm 10 tháng    | Giáo dục phổ thông cơ bản |
| Luật học                                              | Luật Tổ chức An ninh Xã hội                              | Cao đẳng dịch vụ và thiết kế                     | 2 năm 10 tháng    | Giáo dục phổ thông cơ bản |

#### Chương trình cử nhân
Thời gian học: 4 năm
| Lĩnh vực                                                           | Chuyên môn                                                                    | Trình độ                 | Tổ bộ môn                                                       | Môn thi tuyển                                                 |
| Tin học- doanh nghiệp                                              | Tin học- doanh nghiệp                                                         | Cử nhân                  | Tổ bộ môn toán và mô hình hóa                                   | Tiếng Nga Toán Khoa Học Xã Hội                                |
| Quản lý khách sạn                                                  | Quản lý khách sạn                                                             | Cử nhân                  | Tổ bộ môn du lịch và kinh doanh nhà hàng khách sạn              | Tiếng Nga Lịch sử Khoa Học Xã Hội                             |
| Quản lý thị chính nhà nước                                         | Quản lý thị chính nhà nước                                                    | Cử nhân                  | Tổ bộ môn quản lý và luật pháp thị chính nhà nước               | Tiếng Nga Toán Khoa Học Xã Hội                                |
| Quản lý thị chính nhà nước                                         | Quản lý thành phố                                                             | Cử nhân                  | Tổ bộ môn quản lý và luật pháp thị chính nhà nước               | Tiếng Nga Toán Khoa Học Xã Hội                                |
| Thiết kế                                                           | Thiết kế quần áo                                                              | Cử nhân ứng dụng         | Tổ bộ môn thiết kế và nghệ thuật                                | Tiếng Nga Văn học Thử thách sáng tạo                          |
| Thiết kế                                                           | Thiết kế nội thất                                                             | Cử nhân                  | Tổ bộ môn thiết kế và nghệ thuật                                | Tiếng Nga Văn học Thử thách sáng tạo                          |
| Nghiên cứu khu vực nước ngoài                                      | Nghiên cứu khu vực nước ngoài                                                 | Cử nhân                  | Tổ bộ môn kinh tế quốc tế và tài chính                          | Tiếng Nga Lịch sử Tiếng Anh                                   |
| Công nghệ thông tin và truyền thông và hệ thống thông tin liên lạc | Hệ thống truyền thông quang học thông minh                                    | Cử nhân                  | Tổ bộ môn công nghệ và hệ thống thông tin                       | Tiếng Nga Toán Vật lý                                         |
| Các hệ thống và công nghệ thông tin                                | Các hệ thống và công nghệ thông tin                                           | Cử nhân                  | Tổ bộ môn hệ thống và công nghệ thông tin                       | Tiếng Nga Toán Tin học và công nghệ thông tin và truyền thông |
| Ngôn ngữ học (dành cho sinh viên nước ngoài)                       | Ngôn ngữ học (dành cho sinh viên nước ngoài)                                  | Cử nhân                  | Tổ bộ môn tiếng Nga                                             | Ngoại ngữ                                                     |
| Quan hệ quốc tế                                                    | Quan hệ quốc tế                                                               | Cử nhân                  | Tổ bộ môn kinh tế quốc tế và tài chính                          | Tiếng Nga Lịch sử Tiếng Anh                                   |
| Quản lý                                                            | Quản lý trong thể thao                                                        | Cử nhân ứng dụng Cử nhân | Tổ bộ môn kinh doanh và quản lý Tổ bộ môn kinh doanh và quản lý | Tiếng Nga Toán Khoa Học Xã Hội Tiếng Nga Toán Khoa Học Xã Hội |
| Quản lý                                                            | Quản lý xây dựng                                                              | Cử nhân ứng dụng Cử nhân | Tổ bộ môn kinh doanh và quản lý Tổ bộ môn kinh doanh và quản lý | Tiếng Nga Toán Khoa Học Xã Hội Tiếng Nga Toán Khoa Học Xã Hội |
| Quản lý                                                            | Quản lý buôn bán                                                              | Cử nhân ứng dụng Cử nhân | Tổ bộ môn kinh doanh và quản lý Tổ bộ môn kinh doanh và quản lý | Tiếng Nga Toán Khoa Học Xã Hội Tiếng Nga Toán Khoa Học Xã Hội |
| Quản lý                                                            | Quản lý doanh nghiệp nhỏ                                                      | Cử nhân ứng dụng Cử nhân | Tổ bộ môn kinh doanh và quản lý Tổ bộ môn kinh doanh và quản lý | Tiếng Nga Toán Khoa Học Xã Hội Tiếng Nga Toán Khoa Học Xã Hội |
| Quản lý                                                            | Quản lý tài chính                                                             | Cử nhân ứng dụng Cử nhân | Tổ bộ môn kinh doanh và quản lý Tổ bộ môn kinh doanh và quản lý | Tiếng Nga Toán Khoa Học Xã Hội Tiếng Nga Toán Khoa Học Xã Hội |
| Tổ chức làm việc với những người trẻ tuổi                          | Tổ chức làm việc với những người trẻ tuổi                                     | Cử nhân                  | Tổ bộ môn quản lý và luật pháp thị chính nhà nước               | Tiếng Nga Lịch sử Khoa Học Xã Hội                             |
| Tin học ứng dụng                                                   | Tin học hóa các quy trình kinh doanh                                          | Cử nhân                  | Tổ bộ môn hệ thống và công nghệ thông tin                       | Tiếng Nga Toán Tin học và công nghệ thông tin và truyền thông |
| Tâm lý học                                                         | Tâm lý                                                                        | Cử nhân                  | Tổ bộ môn triết học và tâm lý pháp lý học                       | Tiếng Nga Toán Sinh học                                       |
| Tâm lý học                                                         | Tâm lý pháp lý học                                                            | Cử nhân                  | Tổ bộ môn triết học và tâm lý pháp lý học                       | Tiếng Nga Toán Sinh học                                       |
| Quảng cáo và quan hệ công chúng                                    | Quảng cáo và quan hệ công chúng                                               | Cử nhân                  | Trường Cao học truyền hình                                      | Tiếng Nga Khoa Học Xã Hội Lịch sử                             |
| Dịch vụ                                                            | Dịch vụ trong ngành hàng không                                                | Cử nhân                  | Tổ bộ môn công nghệ dịch vụ                                     | Tiếng Nga Toán Khoa Học Xã Hội                                |
| Dịch vụ (theo lĩnh vực)                                            | Dịch vụ (theo lĩnh vực)                                                       | Cử nhân                  | Tổ bộ môn công nghệ dịch vụ                                     | Tiếng Nga Toán Khoa Học Xã Hội                                |
| Truyền Hình                                                        | Đa phương tiện báo chí                                                        | Cử nhân                  | Trường Cao học truyền hình                                      | Tiếng Nga Văn học Thử thách sáng tạo                          |
| Công nghệ quá trình vận chuyển                                     | Quản lý và an toàn giao thông                                                 | Cử nhân                  | Tổ bộ môn quá trình vận chuyển và công nghệ                     | Tiếng Nga Toán Vật lý                                         |
| Thương phẩm học                                                    | Thương phẩm học và giám định sản phẩm trong hoạt động thương chính            | Cử nhân                  | Tổ bộ môn marketing quốc tế và kinh doanh                       | Tiếng Nga Toán Khoa Học Xã Hội                                |
| Thương phẩm học                                                    | Thương phẩm học và thẩm định các sản phẩm thương mại trong nước và nước ngoài | Cử nhân                  | Tổ bộ môn marketing quốc tế và kinh doanh                       | Tiếng Nga Toán Khoa Học Xã Hội                                |
| Thương phẩm học                                                    | Giám định và đánh giá chất lượng cung cấp dịch vụ ăn uống công cộng           | Cử nhân                  | Tổ bộ môn marketing quốc tế và kinh doanh                       | Tiếng Nga Toán Khoa Học Xã Hội                                |
| Kinh doanh thương mại                                              | Hậu cần trong hoạt động kinh doanh                                            | Cử nhân                  | Tổ bộ môn marketing quốc tế và kinh doanh                       | Tiếng Nga Toán Khoa Học Xã Hội                                |
| Kinh doanh thương mại                                              | Marketing trong hoạt động kinh doanh                                          | Cử nhân                  | Tổ bộ môn marketing quốc tế và kinh doanh                       | Tiếng Nga Toán Khoa Học Xã Hội                                |
| Du lịch                                                            | Du lịch                                                                       | Cử nhân                  | Tổ bộ môn du lịch và kinh doanh nhà hàng khách sạn              | Tiếng Nga Lịch sử Khoa Học Xã Hội                             |
| Quản lý nhân sự                                                    | Quản lý nhân sự                                                               | Cử nhân                  | Tổ bộ môn quản lý nhân sự và luật lao động                      | Tiếng Nga Toán Khoa Học Xã Hội                                |
| Sinh học và sử dụng tài nguyên thiên nhiên                         | Sinh học và sử dụng tài nguyên thiên nhiên                                    | Cử nhân                  | Tổ bộ môn Sinh học và sử dụng tài nguyên thiên nhiên            | Tiếng Nga Toán Địa Lý                                         |
| Kinh tế                                                            | Kế toán, phân tích và kiểm toán                                               | Cử nhân                  | Tổ bộ môn kinh doanh và quản lý                                 | Tiếng Nga Toán Khoa Học Xã Hội                                |
| Kinh tế                                                            | Kinh doanh quốc tế                                                            | Cử nhân                  | Tổ bộ môn kinh tế quốc tế và tài chính                          | Tiếng Nga Toán Khoa Học Xã Hội                                |
| Kinh tế                                                            | Kinh tế quốc tế                                                               | Cử nhân                  | Tổ bộ môn kinh tế quốc tế và tài chính                          | Tiếng Nga Toán Khoa Học Xã Hội                                |
| Kinh tế                                                            | Quy hoạch và dự báo trong kinh doanh                                          | Cử nhân                  | Tổ bộ môn toán và mô hình hóa                                   | Tiếng Nga Toán Khoa Học Xã Hội                                |
| Kinh tế                                                            | Tài chính và ngân sách                                                        | Cử nhân                  | Tổ bộ môn kinh tế quốc tế và tài chính                          | Tiếng Nga Toán Khoa Học Xã Hội                                |
| Kinh tế                                                            | Nền kinh tế doanh nghiệp                                                      | Cử nhân                  | Tổ bộ môn kinh doanh và quản lý                                 | Tiếng Nga Toán Khoa Học Xã Hội                                |
| Kinh tế                                                            | An ninh kinh tế                                                               | Cử nhân                  | Tổ bộ môn kinh tế quốc tế và tài chính                          | Tiếng Nga Toán Khoa Học Xã Hội                                |
| Vận hành máy và hệ thống giao thông vận tải và công nghệ           | Dịch vụ và điều chỉnh ô tô vận tải                                            | Cử nhân ứng dụng         | Tổ bộ môn quá trình vận chuyển và công nghệ                     | Tiếng Nga Toán Vật lý                                         |
| Luật học                                                           | Luật học                                                                      | Cử nhân                  | Tổ bộ môn luật tư                                               | Tiếng Nga Lịch sử Khoa Học Xã Hội                             |
| Luật học                                                           | Luật học                                                                      | Cử nhân ứng dụng         | Tổ bộ môn công pháp                                             | Tiếng Nga Lịch sử Khoa Học Xã Hội                             |

#### Chương trình đào tạo thạc sĩ
Thời gian đào tạo: 2 năm
| Lĩnh vực                                   | Chuyên môn                                               | Tổ bộ môn                                            |
| Tin học- doanh nghiệp                      | Thông tin phân tích nghiệp vụ                            | Tổ bộ môn toán và mô hình hóa                        |
| Quản lý thị chính nhà nước                 | Kiểm toán nhà nước và thành phố                          | Tổ bộ môn quản lý và luật pháp thị chính nhà nước    |
| Thiết kế                                   | thiết kế nột thất và truyền thông hình ảnh               | Tổ bộ môn thiết kế và nghệ thuật                     |
| Quản lý                                    | Quản lý trong ngành công nghiệp thời trang               | Tổ bộ môn toán và mô hình hóa                        |
| Quản lý                                    | Chiến lược quản lý                                       | Tổ bộ môn kinh doanh và quản lý                      |
| Quản lý                                    | Quản lý dự án                                            | Tổ bộ môn toán và mô hình hóa                        |
| Quản lý                                    | Quản lý tài chính                                        | Tổ bộ môn kinh doanh và quản lý                      |
| Tin học ứng dụng                           | Hệ thống thông tin công ty                               | Tổ bộ môn hệ thống và công nghệ thông tin            |
| Kinh doanh thương mại                      | Hoạt động thương mại trên thị trường hàng hoá và dịch vụ | Tổ bộ môn marketing quốc tế và kinh doanh            |
| Kinh doanh thương mại                      | Công nghệ hậu cần trong thương mại                       | Tổ bộ môn marketing quốc tế và kinh doanh            |
| Du lịch                                    | Quản lý du lịch và các trung tâm vui chơi giải trí       | Tổ bộ môn du lịch và kinh doanh nhà hàng khách sạn   |
| Quản lý nhân sự                            | Quản lý nhân viên                                        | Tổ bộ môn quản lý nhân sự và luật lao động           |
| Tài chính và tín dụng                      | Kinh tế tài chính                                        | Tổ bộ môn kinh tế quốc tế và tài chính               |
| Sinh học và sử dụng tài nguyên thiên nhiên | Sinh học và bảo tồn thiên nhiên                          | Tổ bộ môn Sinh học và sử dụng tài nguyên thiên nhiên |
| Kinh tế                                    | Ngân hàng và hoạt động ngân hàng                         | Tổ bộ môn kinh tế quốc tế và tài chính               |
| Kinh tế                                    | Tài chính nhà nước và thành phố                          | Tổ bộ môn kinh tế quốc tế và tài chính               |
| Kinh tế                                    | Kinh tế thế giới                                         | Tổ bộ môn kinh tế quốc tế và tài chính               |
| Kinh tế                                    | Kế toán và Kiểm toán                                     | Tổ bộ môn kinh doanh và quản lý                      |

## Khuôn viên trường
Trường đại học trang bị đầy đủ cho sinh viên trong quá trình học tập như: cơ sở vật chất VSUES – khuôn viên trường, kí túc xá, thư viện, khu thể thao và giải trí với các trang thiết bị tiên tiến và hiện đại nhất.
Khuôn viên của trường đại học được thiết kế theo tiêu chuẩn thế giới: giảng đường và khu nhà ở, thư viện, khu thể thao, khu cải thiện sức khỏe và giải trí, canteen và cửa hàng,... đảm bảo phục vụ đầy đủ cho sinh viên dưới sư giám sát của camera trường. Sinh viên được tạo điều kiện cho việc học tập, kinh doanh, phát triển sự sáng tạo và đời sống lành mạnh.

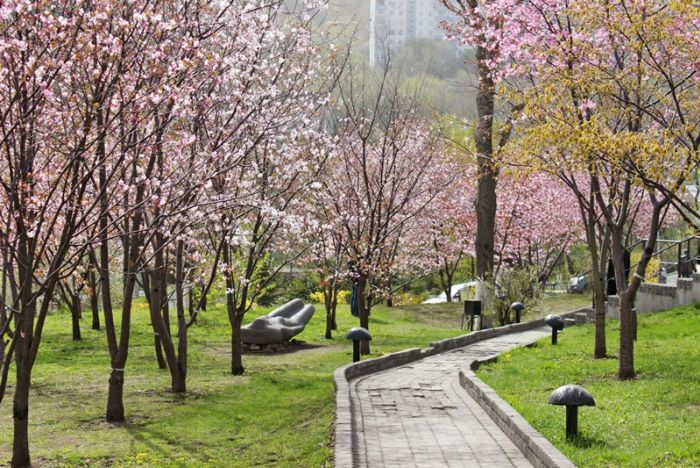
Вид снаружи университета весной

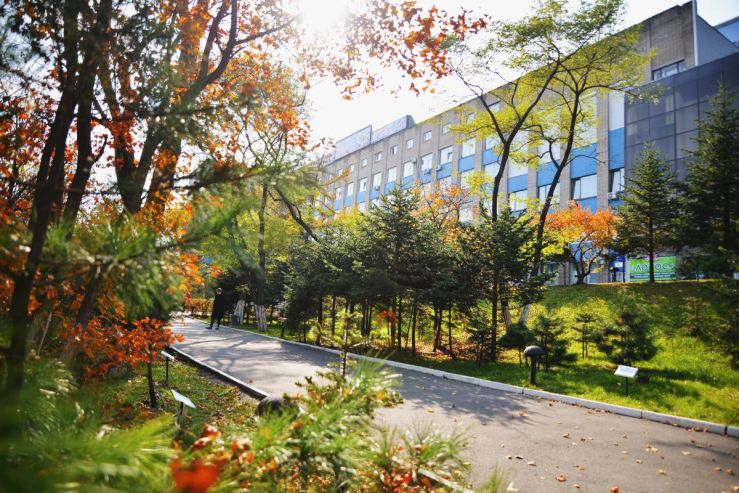
FE3459FE FCA5 4564 8F6A 30DF7FEC9F25 739x493

## Kí túc xá
VSUES cung cấp cho các sinh viên năm thứ nhất nơi ở tại ký túc xá và nhà trường hoàn toàn tự hào về mức độ an toàn và thoải mái mà nó có thể tạo cho sinh viên, học viên của mình.
Ký túc xá VSUES nằm trong một khu vực thuận lợi thế nên có thể nhanh chóng đến bất cứ nơi nào cần thiết trong thành phố. Tuy nhiên, lợi thế trong việc ở kí túc xá của VSUES chính là ký túc xá và các khuôn viên học tập tạo thành một hệ thống duy nhất. Và học viên có thể đi từ kí túc xá ra khuôn viên trường học mà không cần phải bước ra ngoài đường. Với cuộc sống tiện nghi như vậy thì các sinh viên trường đại học khác tại Vladivostok chỉ có thể mơ ước.
VSUES  đảm bảo dịch vụ bảo vệ chuyên nghiệp 24/7, hệ thống giám sát bên ngoài và nội bộ, hệ thống kiểm soát truy cập điện tử có thể ngăn chặn sự xâm nhập của nước ngoài. Lối vào ký túc xá hoặc cho phép xe vào khuôn trường được thông qua bởi thẻ sinh viên hoặc thẻ nhân viên của trường.Khuôn viên trường nằm dưới sự giám sát 24/7. Tại trung tâm giám sát camera sẽ cung cấp hình ảnh được nằm tại tòa nhà chính.
Phòng cháy chữa cháy được nằm trong sự kiểm soát đặc biệt. Ngoài những hệ thống cảnh báo tiên tiến nhất trong trường hợp cháy, VSUES còn dự trữ thiết bị cứu hộ, bao gồm thiết bị cho sơ tán khẩn cấp các sinh viên, giáo viên từ các tòa nhà và v...v.
Vào năm học 2010 khu ký túc xá №1 và №2 được liên kết với khuôn viên trường bởi 1 hành lang. Giữa 2 ký túc xá có mở và làm việc quán café trường.